# Fossil-Lagerstätte Montceau-les-Mines
Die Fossil-Lagerstätte Montceau-les-Mines befindet sich in der französischen Region Bourgogne-Franche-Comté des Département Saône-et-Loire bei der Gemeinde Montceau-les-Mines. Die Lagerstätte zeichnet sich aus durch gut erhaltene, dreidimensionale Fossilien in runden Knollen (Konkretionen) aus Siderit und ist aufgrund ihrer exzeptionellen Erhaltung eine sogenannte Konservatlagerstätte. Günstige Gegebenheiten zum Zeitpunkt der Fossilisation wie rasche Einbettung unter anoxischen Bedingungen trugen maßgebend zum Erhalt von sowohl Hart- und Weichteilen der Tiere und Pflanzen bei.

## Geographische Lage
Die Montceau-les-Mines Lagerstätte befindet sich in der Region Bourgogne-Franche-Comté im Zentrum von Frankreich. Diese Lagerstätte liegt im Kohlebecken von Blanzy-Montceau, westlich der früheren Bergbaustadt Montceau-les-Mines. Die Fossilien stammen aus den drei Tagebauminen Saint-Louis (46° 41′ 25″ N, 4° 22′ 33″ O), Sainte-Hélène (46° 40′ 1″ N, 4° 20′ 38″ O) und Saint-Francois (46° 41′ 7″ N, 4° 21′ 40″ O), welche sich entlang des Nordost-Südwest verlaufenden Kohlebeckens befinden.

## Geologie

### Geologischer Rahmen

Variszische Orogenese

Die Fossillagerstätte liegt im Nordosten des französischen Zentralmassivs, welches in Folge der Variszischen Orogenese entstand. Zum Zeitpunkt der Entstehung befand sich die Lokation an Äquatorialer Lage. Während dem Gebirgsbildungsprozess faltete sich das Gebiet, wodurch sich lokal eine Nordost-Südwestlich verlaufende Störungszone bildete. Entstandene Becken an jener Störungszone, bildeten unter anderem die Basis für eine hohe Rate an Sedimenteinträgen und Pflanzenmaterial für das lokale Kohlevorkommen und die Fossilien in Montceau-les-Mines.

### Entstehungsgeschichte
Die heutige Lagerstätte entstand im späten Karbon (Stefanium / spätes Pennsylvanium) und war ein Pflanzenreiches Becken mit tropischem Klima. Für die damalige Umgebung wird ein sumpfiges Süßwasser-Ökosystem mit vielen Flüssen und Seen angenommen.
Die Pflanzen- und Tierfossilien wurden schnell unter feinkörnigen Sedimenten wie tonigem Schluff und schluffigen Tonsteinen sowie unter Anwesenheit von eisenhaltigen Karbonaten eingebettet. Aufgrund schneller Sedimentation stellen sich anoxische Bedingungen ein, die den Zersetzungsprozess des Lebewesens verlangsamen oder gar verhindern. Im Wasser vorhandenes Eisen formt mit CO2 schließlich das Eisenkarbonat Siderit, welches sich am Fossil anlagert.
In weiteren Schritten werden Hohlräume durch Kalzit und Pyrit ausgefüllt. Unter stärker werdendem Druck und fortschreitender Diagenese entstanden schließlich rundliche Konkretionen die das Fossil schützen. Bei den in der Lagerstätte gefundenen Fossilien konnten unterschiedlich weit fortgeschrittene Stadien der Konkretionsbildung beobachtet werden. Die meisten Konkretionen sind in der Kohleflöz-reichen 500 – 700 m mächtigen „Great Seams“ – Formation zu finden. Dabei befand sich der Großteil der Konkretionen zwischen den „1st Seam“ und den „Toit Seam“ Einheiten in schluffigen Tonsteinen unter Anwesenheit von Eisenkarbonat-haltigen Schichten.

### Datierung
Die Datierung von Fossilien der Lagerstätte ergab ein Alter von 303–307 Millionen Jahren. Damit kann sie dem Karbon, genauer dem späten Pennsylvanium zugeordnet werden.

## Taphonomie

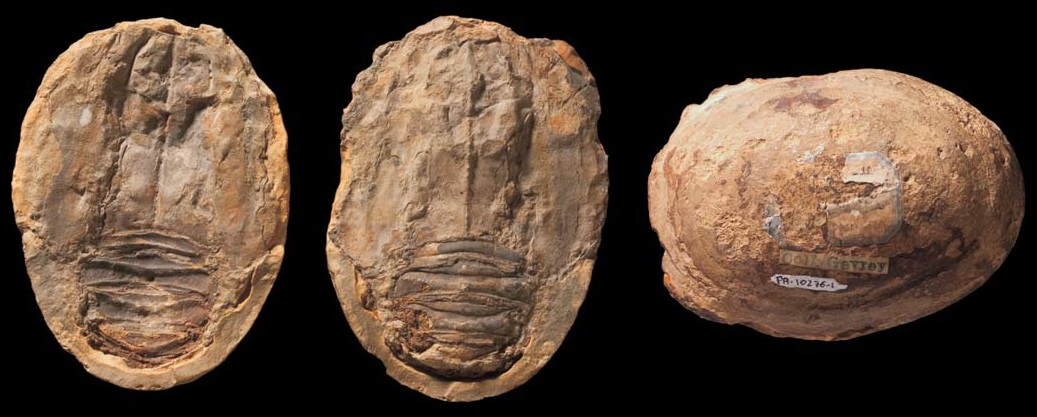
3 dimensional erhaltenes Fossil von Crustacea in Form einer sideritischen Konkretion

Die Fossilien in Montceau-les-Mines sind außergewöhnlich gut erhalten, oft mit feinen anatomischen Details, weswegen man hier von einer Konservatlagerstätte sprechen kann.
Sie kommen hauptsächlich dreidimensional erhalten in Form von rundlichen eisenhaltigen Konkretionen vor, aber auch in flacher Form in Schiefern.
Die durch Konkretionen erhaltenen Fossilien zeigen nur selten disartikulierte Exemplare und oft eine gute Erhaltung von Weichteilen und anderen fragilen Details, welche für gewöhnlich schneller verloren gehen. Die außergewöhnlich gute Erhaltung ist hauptsächlich auf die Schnelle sedimentäre Einbettung und schnelle Einstellung von anoxischen Bedingungen zurückzuführen. Zusätzlich führen weitere begünstigende Faktoren wie eine frühe Sideritbildung sowie Phosphatisierung von Weichteilen zu einem besseren Erhalt der Lebewesen.

## Funde

### Flora
Es wurden zahlreiche Pflanzenfossilien identifiziert, darunter hauptsächlich Bärlapppflanzen (Lycopodiopsida), Equisetopsida (Sphenopsida), Pteridospermen, Farne und Cordaitales, welche typisch für tropische Klimazonen im Karbon sind.

### Fauna

#### Wirbellose
Die Lagerstätte enthält darüber hinaus viele Tierfossilien, wovon hauptsächlich Gliederfüßer (Arthropoden) den Großteil der bisher identifizierten Tierfossilien ausmachen wie z. B. Insekten, Tausendfüßler (Myriapoden), Krebstiere (Crustacea), Cheliceraten darunter Spinnentieren (Arachniden) sowie Pfeilschwanzkrebse (Xiphosura).
Weitere gefundene Wirbellose Lebewesen sind unter anderem Stummelfüßer (Onychophora), Ringelwürmer (Annelida) und Muscheln (Bivalvia)

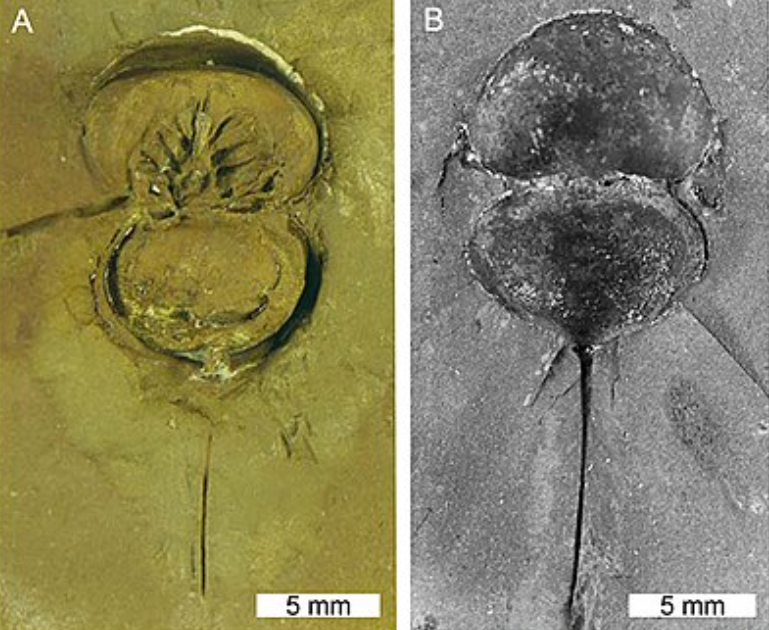
Pfeilschwanzkrebs Fossil (Xiphosura)

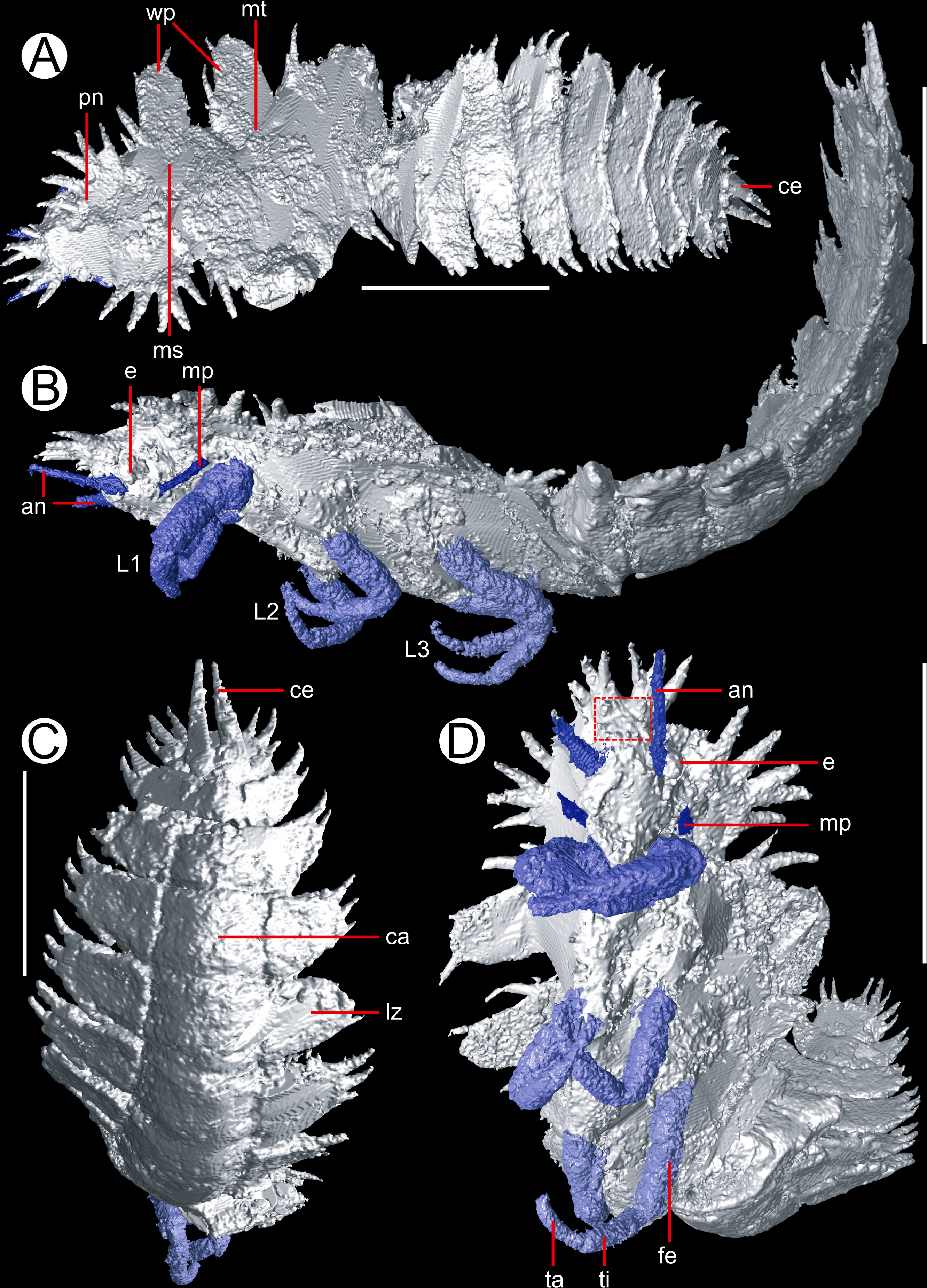
Tomografische Rekonstruktion des Insekts Anebos phrixos

#### Fische und Amphibien
Identifizierte Vertreter der Fische sind Knochenfische (Osteichthyes) mit Exemplaren von den am häufigsten vorkommenden Strahlenflossern und Fleischflossern. Darüber hinaus gibt es Funde von Rundmäulern, darunter Schleimaale (Myxinidae) und Neunaugen (Petromyzontida).

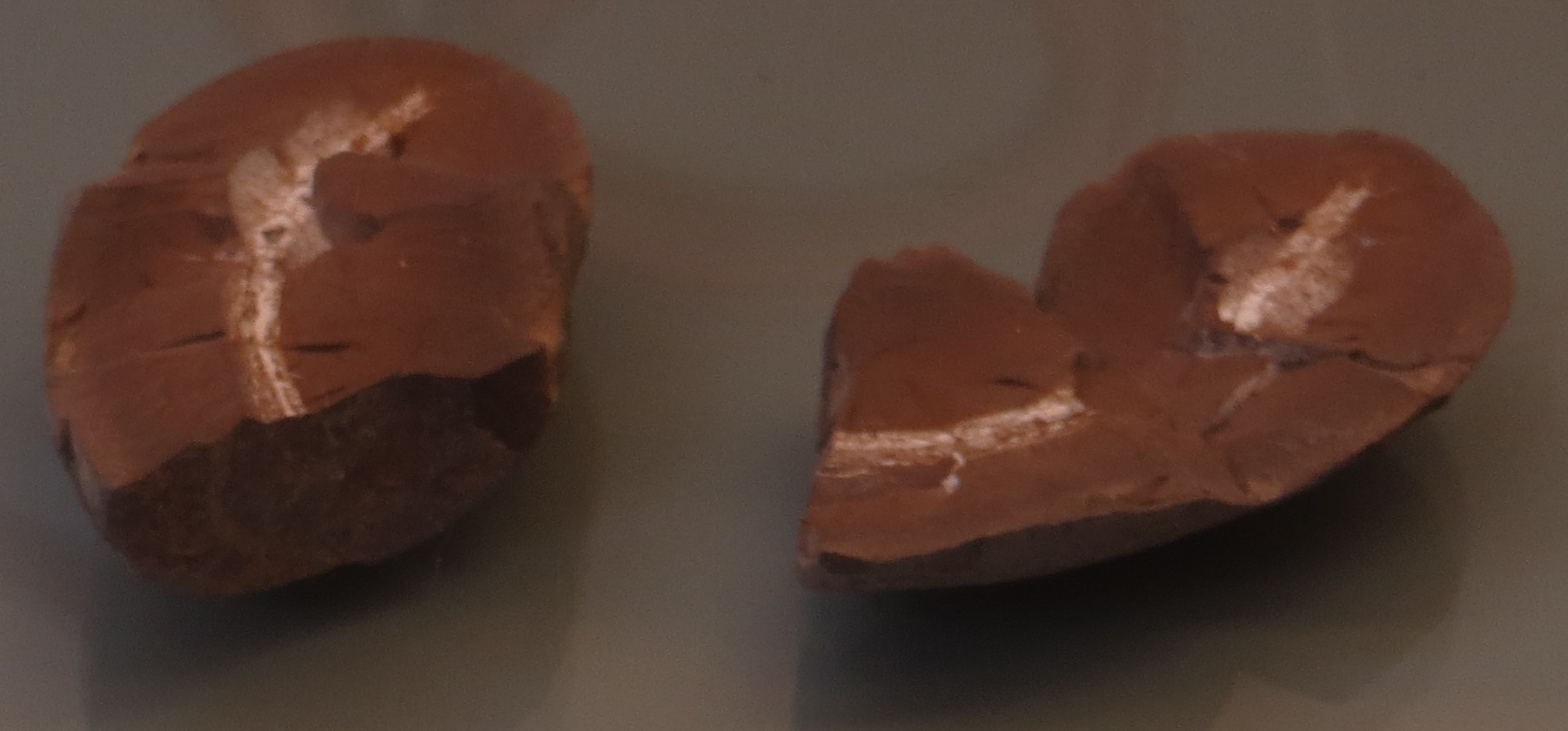
Myxineidus gonorum (Myxinidae)

## Forschungsgeschichte

### Wissenschaftliche Ausgrabungen
Wissenschaftliche Ausgrabungen der Montceau-les-Mines Lagerstätte begannen in den 1970er Jahren. Zunächst wurden in den dortigen Kohle-Tagebau Minen (Saint-Louis, Sainte-Hélène und Saint-Francois) erste Konkretionen entdeckt, woraufhin Daniel Sotty und sein Team weitere Ausgrabungen in Zusammenarbeit mit dem örtlichen Museum von Autun organisierte. Zwischen 1979 und 1982 wurden mehr als 120.000 Konkretionen gesammelt, viele davon nun im Museum von Autun, wobei viele bis heute ungeöffnet blieben. Schnell ergaben sich neue internationale Kooperationen für weitere Studien. Nachdem in den 1990er Jahren die Minen schlossen, wurden sie verschüttet oder geflutet, weswegen die fossilienreichen Schichten nicht mehr zugänglich sind.
2024 konnte anhand exzeptionell gut erhaltener Fossilien der Kopf des Riesen-Tausendfüssers Arthropleura rekonstruiert werden, was Rückschlüsse auf die Verwandtschaftsverhältnisse zwischen Arthropleuriden und rezenter Myriapodengruppen zuliess.